# Last Hustle in Brooklyn
Last Hustle in Brooklyn è un cortometraggio del 1977 scritto e diretto da Spike Lee.
È stato girato in Super 8. Nel corto recitano il fratello di Spike Lee, Chris, nella parte di un ragazzo che ruba un paio di scarpe, e il padre Bill, nella parte del testimone del furto, che dichiara che l'opportunismo manifestato dai membri della comunità afroamericana, durante il black out era il risultato di 400 anni di assoggettamento.
Il corto non è mai stato proiettato, in occasione delle retrospettive dedicate al regista, poiché Lee non ha mai chiesto l'autorizzazione per le musiche inserite nella colonna sonora.

## Trama
Il corto narra del black out avvenuto nell'estate del 1977 a New York, mostrando alcune persone che saccheggiano i negozi di Harlem, e alcuni ballerini di strada che si esibiscono nell'hustle, uno stile di ballo di moda quell'estate.